# Басенко, Александр Николаевич
Александр Николаевич Басенко (род. 25 марта 1970, Туапсе, Краснодарский край, СССР) — Глава города Пензы с 27 января 2023 года по 25 октября 2024 года. 
С 12 октября 2021 года по 20 декабря 2022 года занимал должность Главы администрации города Пензы.

## Биография
Родился в городе Туапсе Краснодарского края в 1970 году.
В 1991 году закончил Московское высшее пограничное командное Краснознаменное училище.
С 1987 по 2006 год состоял на службе военным.

## Политическая карьера
29 апреля 2021 года был назначен на должность заместителя главы администрации Пензы по экономике и развитию предпринимательства.
12 октября 2021 года Андрей Лузгин подал в отставку с должности главы администрации Пензы, Басенко стал исполняющим обязанности.
12 ноября 2021 года Пензенская городская дума утвердила Басенко главой администрации.
С 23 декабря 2022 года временно исполняющий обязанности главы города Пензы. 27 января 2023 года избран главой города Пензы в связи с внесением изменений в Устав города Пензы, по которым должность главы администрации переименована в должность Главы города Пензы.
В ноябре 2023 года предложил приостановить установку мемориальных досок в пензенских школах в честь погибших на войне в Украине.
25 октября 2024 Александр Басенко подал в отставку со своего поста главы города, исполнять обязанности назначен первый заместитель Олег Денисов.